# China-Airlines-Flug 358
Am 26. Dezember 1991 stürzte eine Frachtmaschine vom Typ Boeing 747 auf dem China-Airlines-Flug 358 von Taipeh nach Anchorage ab.

## Verlauf
Etwa vier Minuten nach dem Start in Taipeh meldeten die Piloten in 5.200 Fuß Höhe Probleme mit Triebwerk Nr. 2 und der Fluglotse forderte die Piloten auf, eine Linkskurve zu fliegen, um zum Flughafen zurückzukehren. Nur eine Minute und 45 Sekunden später meldeten die Piloten, dass sie keine Linkskurve fliegen könnten, und der Fluglotse gab die Erlaubnis, eine Rechtskurve zu fliegen. Das war der letzte Funkkontakt mit Flug 358. Kurz danach stürzte die Boeing 747 unkontrolliert, mit der rechten Tragfläche zuerst, in etwa 210 Meter (700 Fuß) Höhe in einen Hügel bei Wanli. Alle fünf Besatzungsmitglieder starben.

## Absturzstelle
In dem Distrikt Wanli, in dem die Maschine niederging und der sich über eine Länge von sieben Kilometer erstreckt, steht auch das Kernkraftwerk Kuosheng. Gemäß den Koordinaten des Aviation Safety Network befand sich die Absturzstelle weniger als einen Kilometer von der Anlage entfernt.

## Absturzursache
Durch Materialermüdung war das Triebwerk Nr. 3 von der Tragfläche abgebrochen und hatte dabei auch Triebwerk Nr. 4 mit abgerissen. Durch die Beschädigungen an der rechten Tragfläche war das Flugzeug kaum noch zu steuern.
Die Erkenntnisse aus der Untersuchung dieses Absturzes und des fast identischen Absturzes von El-Al-Flug 1862 zehn Monate später führten dazu, dass Boeing Änderungen an den Pylonen aller im Einsatz befindlichen 747 anordnete.